# Nozze mistiche di santa Caterina d'Alessandria (Marinoni)
Il dipinto nozze mistiche di santa Caterina d'Alessandria è un lavoro tempera su tavola realizzato da Antonio Marinoni e dai figli e conservato nella pinacoteca dell'Accademia Carrara di Bergamo.

## Storia
La tavola raffigurante le nozze di santa Caterina d'Alessandria,  venne acquistata da Giacomo Carrara e proveniva probabilmente, dalla chiesa del convento francescano di Romacolo di Endenna soppressa nel 1798, anche se questo non è ha documentazione a conferma. Molti dipinti che erano collocati nella chiesa di Santa Maria, nella località Romacolo, alla sua soppressione, furono conservati nel palazzo Nuovo per essere poi venduti sul mercato dell'antiquariato, tracciato di difficile ricostruzione.
Un inventario redatto il 31 marzo 1800 e protocollato solo il 28 gennaio 1803, elenca una serie di opere appartenenti alla chiesa e assegnati. erroneamente, al Giovanni Gavazzi da Poscante. Il pannello delle nozze di santa Caterina è sicuramente un lavoro della bottega dei Marinoni di Desenzano al Serio.
Era probabilmente, come documentato da Francesco Tassi, la parte centrale di un polittico composto di pannelli dipinti con immagini di santi e vescovi francescani.

## Descrizione
Il pannello raffigura le nozze di santa Caterina, ma il soggetto centrale è l'incoronazione della Madonna col Bambino associabile ad altre identiche raffigurazioni dai Marinoni.

La parte superiore raffigura un baldacchino a cielo cupuliforme presente già nei polittici di San Pietro, di San Sebastiano, di Zanica e della Madonna Bonomi.
Il dipinto sembrerebbe eseguito a più mani, sicuramente una più matura, mentre una di capacità inferiore. Sostanziale differenza la presentano la raffigurazione della Madonna, dall'aspetto solenne, lievemente plastico, in confronto alla santa posta alla sua destra, statica, secca anche nel movimento ingessato di porgere la mano destra al Bambino che le mette la fede nuziale. Anche le mani della Vergine, tozza, rigida quella che trattiene il Bambino, mentre quella che tiene il libro in mano tenta di compiere il movimento di sfogliarne le pagine. Mentre gli angeli che tengono la corona sollevata sul capo della Vergine, hanno una raffigurazione molto più plastica nel loro sgambettio rispetto ad altre raffigurazioni molto schiacciate e riproposte. Il Bambino si presenta simile ad altre pitture che riprendono il maggior lavoro del Foppa, della chiesa delle Grazie di Bergamo.